# Iglesia de Nuestra Señora de Liesse
La Iglesia de Nuestra Señora de Liesse (en maltés: Knisja tal-Madonna ta' Liesse) es una iglesia en La Valeta, Malta. Fue construida en 1740. La cúpula fue construida según los diseños del arquitecto maltés Francesco Zammit.  Está ubicada cerca de las orillas del Gran Puerto, cerca de Lascaris Battery y el sitio del mercado de pescado. Es especialmente venerado por la gente de la zona portuaria.

## Historia
La primera piedra se colocó el 21 de noviembre de 1620, en una ceremonia a la que asistieron el Gran Maestre Alof de Wignacourt y muchos otros miembros de la Orden de San Juan. Fue construida con fondos donados por Fra Giacomo De Chess du Bellay, quien fue el alguacil de Armenia.

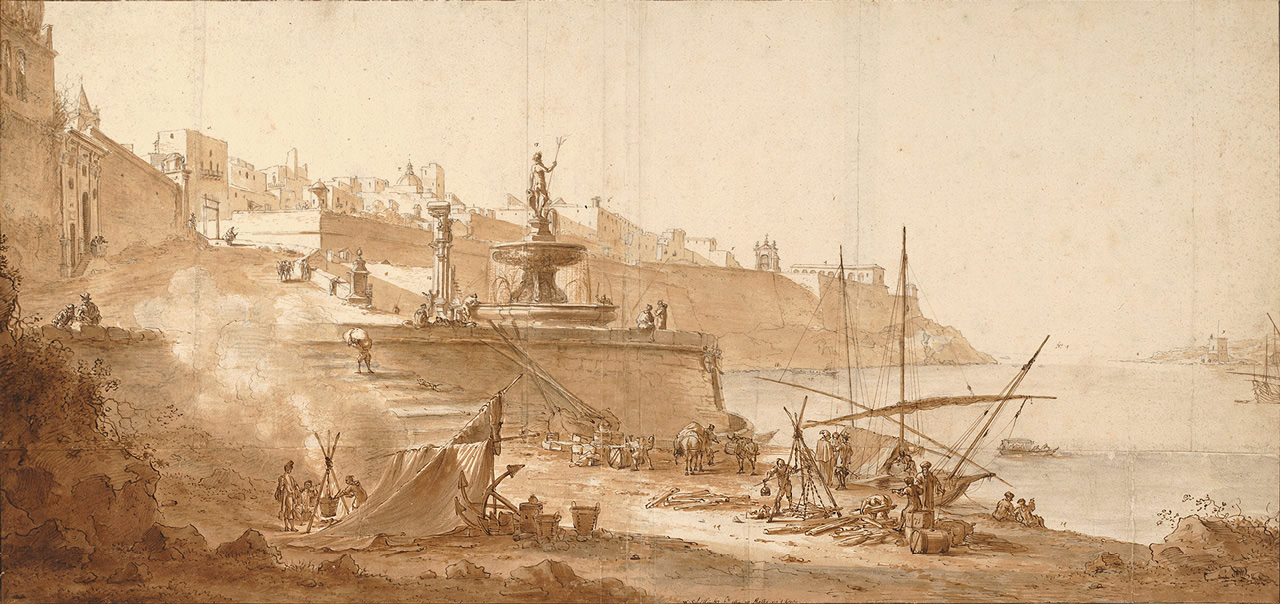
La fachada de la primera Iglesia de Nuestra Señora de Liesse, vista a la izquierda

Aparece al costado de un croquis de 1664 del Muelle Barriera.
Fue completamente reconstruida por la Langue de France en 1740, y fue bendecida por Bartolomé Rull. Fue consagrada por el obispo Vincenzo Labini el 23 de noviembre de 1806.
Fue alcanzada por un bombardeo aéreo alemán en 1942 durante la Segunda Guerra Mundial, pero fue reparada y reabierta el 21 de febrero de 1952. Fue entregado al Apostolado del Mar el 15 de septiembre de 1961.

## La Iglesia
Está construida en estilo barroco. Tiene una cúpula y un campanario que fue diseñado por Francesco Zammit. Tiene tres altares.
El cuadro titular de la iglesia representa una leyenda sobre tres caballeros y Nuestra Señora de Liesse, y fue pintado por Enrico Arnaux. En la iglesia se guardan las reliquias del mártir San Generoso, que fueron trasladadas desde la capilla del Fuerte Manoel. Una estatua de la Virgen María que originalmente se encontraba en el Fuerte de San Telmo ahora se encuentra en un nicho de la iglesia.

Es un monumento nacional de Grado 1 y está incluido en el Inventario Nacional de Bienes Culturales de las Islas Maltesas.

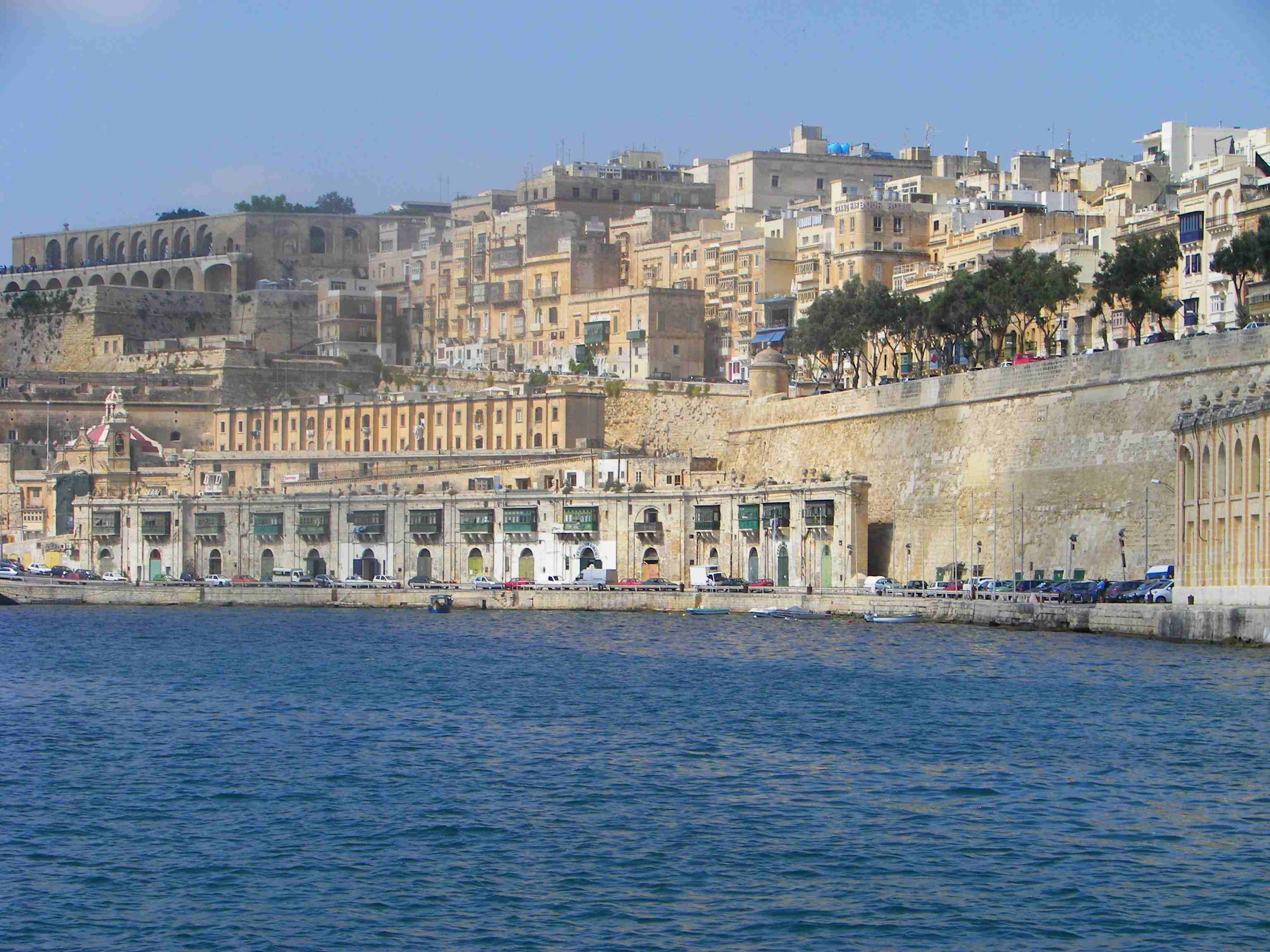
Vista de la iglesia en La Valeta
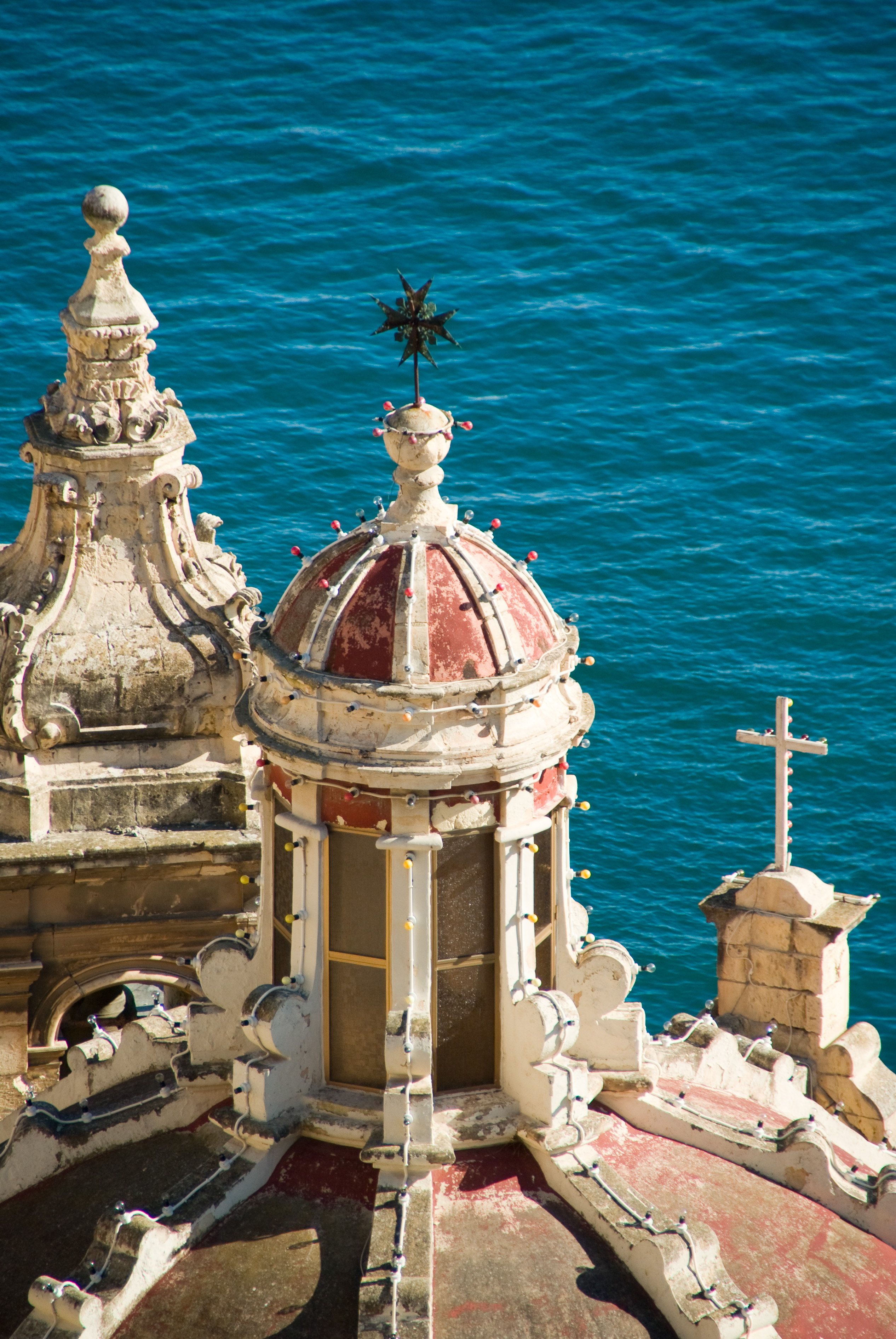
vista aerea de la iglesia
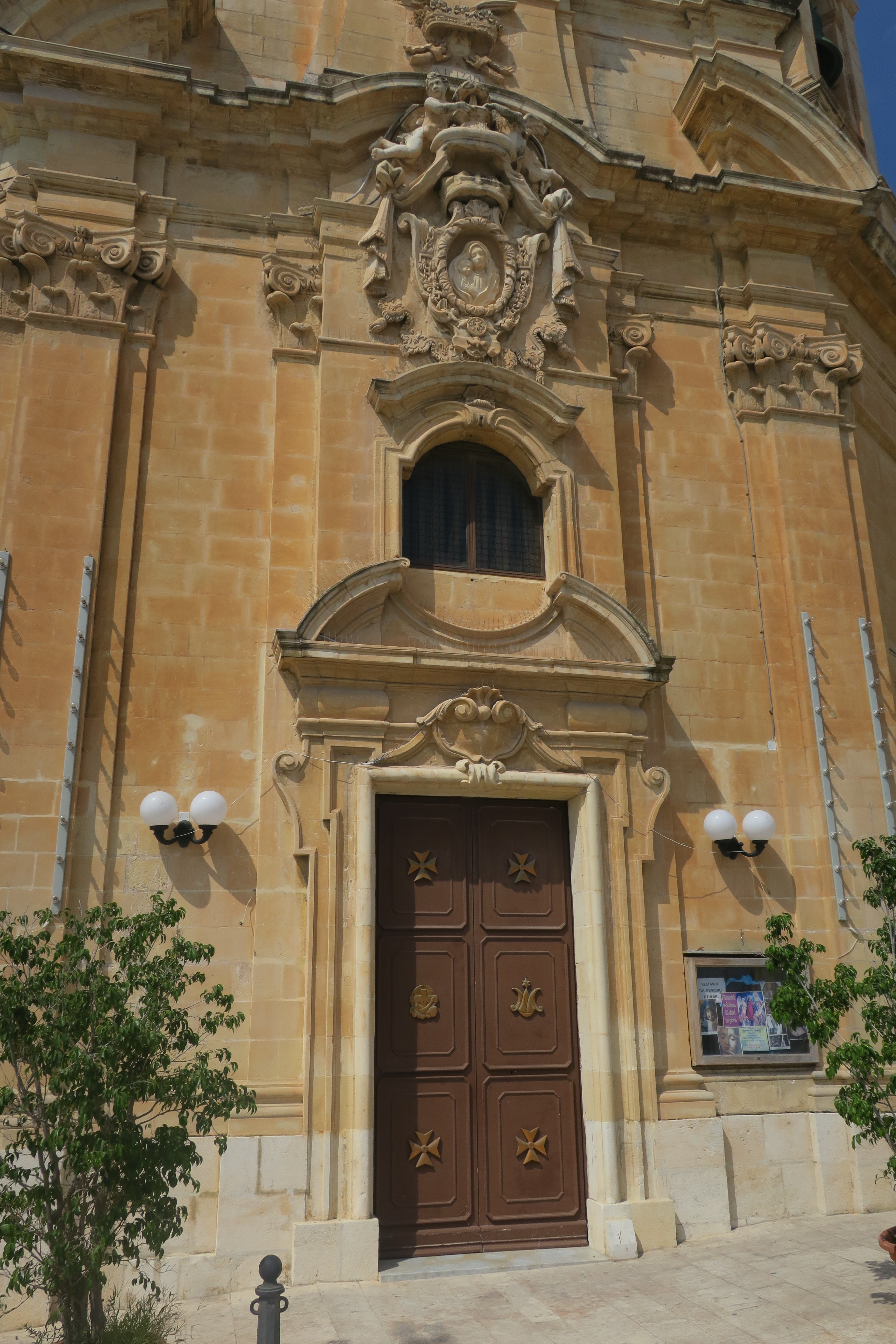
Vista exterior
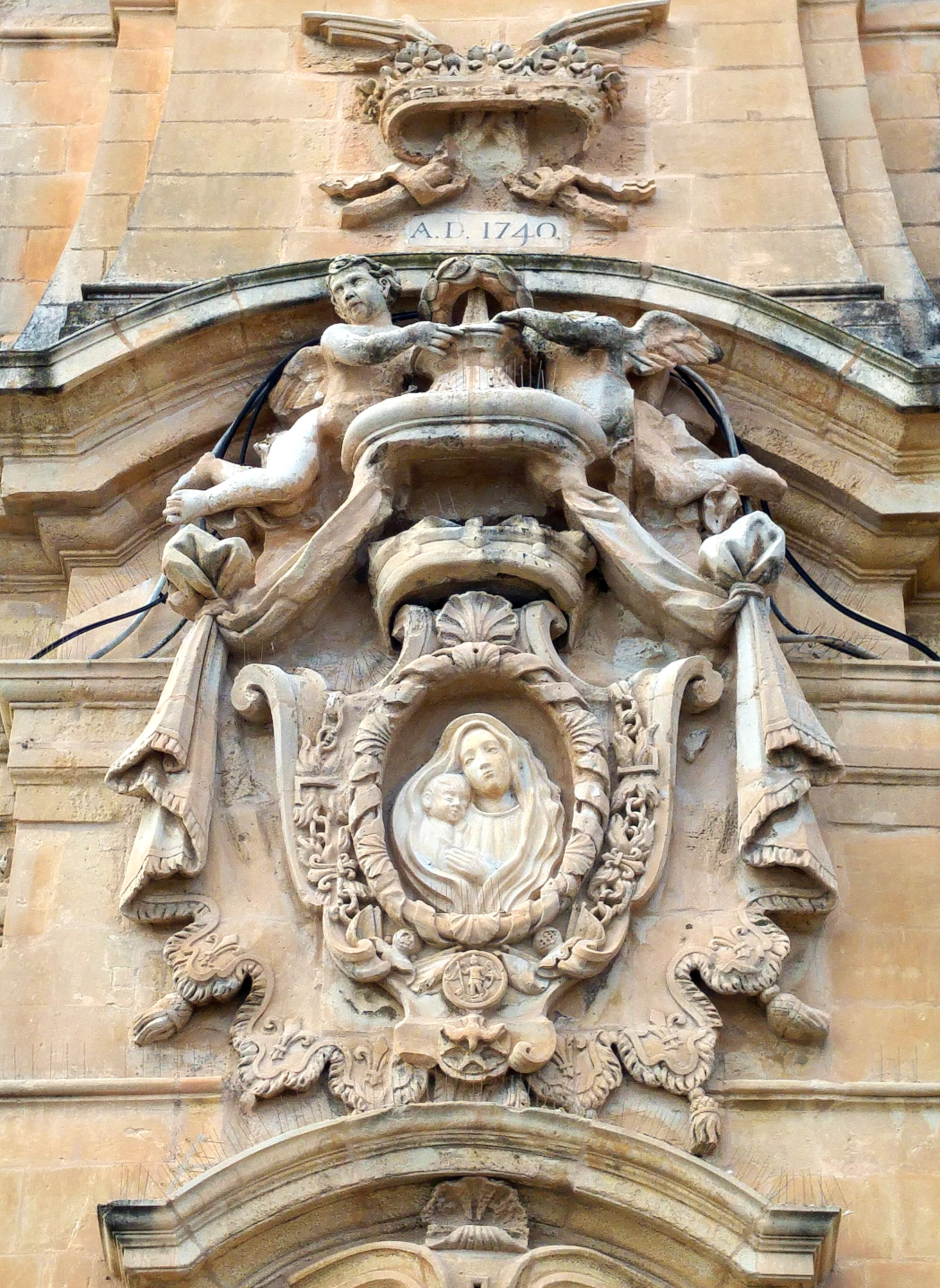
detalle arquitectonico